# Теберда
Теберда (рус. Теберда) град је у Русији у Карачајево-Черкезији.

## Становништво
| 1939. | 1959. | 1970. | 1979. | 1989. | 2002. | 2010. |
| ----- | ----- | ----- | ----- | ----- | ----- | ----- |
| 3.200 | 4.433 | 6.524 | 6.637 | 8.840 | 7.827 | 9.058 |